# Manglet Island
PP Island eller officielt Manglet Island er en filippinsk ø i Suluhavet.
11°58′47″N 119°58′49″Ø / 11.9797°N 119.9803°Ø